# Cratere Humason
Humason è un cratere lunare di 4,34 km situato nella parte nord-occidentale della faccia visibile della Luna.